# بلدة الحزم التراثية
بلدة الحزم التراثية هي بلدة تتبع لمركز روضة سدير في محافظة سدير التابعة لمنطقة الرياض في المملكة العربية السعودية.

## الموقع
تقع بلدة الحزم في روضة سدير وتوجد في اتجاه الجنوب لمدينة الروضة بالقرب من تقاطع طريق الملك فهد مع طريق الملك عبد العزيز الرابط بين روضة سدير وحوطة سدير وتبعد عن طريق الملك عبد العزيز قراب 160م. 

## الخلفية التاريخية
الحزم بلدة تراثية قديمة تعود نشأتها إلى نحو 640 هجرية، حيث نشأت على انقاض روضة الحازمي والذي كان أميراً على الروضة.
وقد ذكر صاحب كتاب (صفة جزيرة العرب) لسان اليمن الحسن بن أحمد بن يعقوب الهمداني المولود سنة 280 والمتوفى على الأرجح سنة 344هـ (الروضة) منسوبة إلى الحازمي بقوله: ثم تصعد في بطن (الفقي) فترد (الحائط) حائط بني غُبر قرية عظيمة فيها سوق وكذلك (جماز) سوق في فريقة عظيمة أيضاً ثم تخرج منها إلى (الروضة) روضة الحازمي وبها النخيل وحصن منيع ثم تمضي إلى (قارة الحازمي) وهي دون (قارة العنبر) وأنت في النخيل والزروع والأبار طول ذلك ثم (توم) ثم (أشتي) ثم (الخيس) ثم تنقطع الفقي.

## مكونات الموقع
بلدة الحزم عبارة عن مجموعة من المباني التقليدية المبنية من الحجارة والطين.

### الخصائص العمرانية
- أساسات من الحجر
- حوائط مبنية في صورة مداميك عرضية من الحجر والطين.
- أسقف من خشب الأثل مغطاة بسعف النخيل ويعلوها طبقة من الطين والتبن.
- المباني مغطاة بطبقة لياسة من خارجية من خليط الطين والتبن.
- فتحات الشبابيك مستطيلة الشكل.
- الابواب الرئيسة للمباني من الخشب مثبت على إطارات خشبية لتحمل بقية الحائط أعلاه.
- أعمدة تأخذ الشكل الأسطواني.
- تتنوع ارتفاع المباني مابين طابق واحد وطابقين بارتفاع تقريبي يبدأ من ثلاثة أمتار ونصف المتر إلى سبعة أمتار شامل ارتفاع الدروة.
- معظم المباني الطينية حالياً غير مستخدمة.
- الممرات غير مرصوفة وعبارة عن مدقات ترابية.